# 州侯
州侯（?—?），战国人，名不详，楚宣王的大臣。
前352年，江乙代表魏国出使楚国，问楚王楚国风俗是不是不蔽人之善，不言人之恶，楚宣王说有这种情况。江乙问为什么白公胜之乱没有成功呢。楚宣王不明白，江乙说：“州侯相楚，非常显贵而独断专行，左右都说他贤德。如出一口矣。”楚顷襄王时也有州侯，为楚王的宠臣。